# Ампудья, Педро де
Педро Ноласко Мартин Хосе Мария де ла Канделария Франсиско Хавьер Ампудья-и-Гримарест (исп. Pedro Nolasco Martín José María de la Candelaria Francisco Javier Ampudia y Grimarest; 30 января 1805, Гавана — 7 августа 1868) — офицер мексиканской армии, известный своим командованием мексиканскими силами в войнах за независимость Техаса и Американо-мексиканской войне.
Педро де Ампудья родился на Кубе в Гаване. Начал свою карьеру в испанской армии. После получения Мексикой независимости эмигрировал в эту страну и вступил в ряды мексиканской армии.
Командовал мексиканской артиллерией во время осады Аламо, участвовал в битве при Сан-Хасинто (1836 год). Во время Американо-мексиканской войны был в 1846 году назначен главнокомандующим мексиканской армией Севера. Был уволен с этого поста за ужасную казнь партизанского вождя. Главнокомандующим стал Мариано Ариста. После поражения войск Аристы в сражении при Пало-Альто критиковал Аристу за «неприемлемые тактические промахи». Он продолжил критику после поражения мексиканцев в битве при Ресак-де-ла-Пальма. При отступлении был вновь назначен главнокомандующим мексиканской армии Севера. Руководил мексиканской обороной в битве при Монтеррее 21—24 сентября 1846 года. Был вынужден подписать перемирие и сдать Монтеррей войскам США, но отступил, сохранив вооружение своих войск. Дальнейшая карьера Педро де Ампудья была административной, но он также руководил частью мексиканских войск в битве при Буэна-Виста (1847 год).
Педро де Ампудья был губернатором штата Нуэво-Леон в 1846 и 1853—1854 годах.